# First United States Army Group
Il First United States Army Group (spesso abbreviato come FUSAG) è stato un gruppo d'armate fittizio creato durante la seconda guerra mondiale per ingannare i tedeschi sulle intenzioni alleate in vista dell'invasione della Francia, in quella che verrà denominata operazione Fortitude.

## Storia
Il First US Army Group fu attivato a Londra nel 1943 come formazione di pianificazione per l'invasione alleata della Francia sotto il generale statunitense Omar Bradley. Quando il Twelfth United States Army Group fu attivato il 1º agosto 1944, Bradley e il suo staff si trasferirono al quartier generale del nuovo gruppo dell'esercito. Nonostante la mancanza di personale, FUSAG continuò ad esistere sulla carta come parte dell'inganno dell'operazione Quicksilver. Per far credere alle forze tedesche che l'invasione alleata sarebbe arrivata a Pas de Calais, la forza fantasma era di stanza a Dover, direttamente oltre il Canale della Manica dal sito. Per attirare ulteriormente l'attenzione dei comandanti dell'Asse, il generale Dwight Eisenhower mise George S. Patton al comando della forza fantasma e aumentò il numero delle dimensioni apparenti alla formazione per essere più grandi del 21º Gruppo d'armate guidato dai britannici sotto Bernard Montgomery. Patton era considerato dai tedeschi un formidabile comandante offensivo; era temporaneamente disoccupato come punizione per aver schiaffeggiato un soldato affaticato in battaglia in Sicilia.
L'inganno funzionò così bene che significative forze tedesche rimasero nella regione del Pas de Calais per sette settimane dopo la vera invasione in Normandia per difendersi da quella che pensavano sarebbe stata la vera forza di invasione.
Gli agenti infiltrati dalla Germania nel Regno Unito che divennero doppi agenti che agivano per la Gran Bretagna nel sistema Double Cross - in particolare Joan Pujol García (Garbo) - giocarono un ruolo vitale nel persuadere i tedeschi che il FUSAG fosse reale. Dopo che divenne chiaro che la Normandia, non Calais, era il sito dell'invasione, per preservare la credibilità degli agenti della rete di Double Cross nonostante le informazioni totalmente false che avevano convinto i tedeschi a credere, essi tentarono di convincere i tedeschi che il FUSAG fosse stato reale, ma era stato sciolto e assegnato alle forze in Normandia perché il "diversivo" in Normandia aveva avuto un tale successo che lo sbarco di Calais era diventato inutile.

## Unità subordinate
Ordine di battaglia delle unità durante l'Operazione Fortitude. Le varie formazioni cambiarono a seconda delle esigenze operative per depistare i servizi segreti dell'Asse (la località indicata tra parentesi è il quartier generale che veniva attribuito alle inesistenti divisioni).
 First United States Army Group
Fourth Army (Regno Unito)
2ª divisione aerea (Regno Unito) (fittizia -  quartier generale a Bulford)
VII Corpo (Regno Unito)
 55ª divisione di fanteria (USA, fittizia - Islanda occupata dagli alleati)
7°, 9° e 10° US Ranger Battalions (USA, fittizia - Islanda)
II Corpo (Regno Unito)
 Fourteenth United States Army (USA, fittizia - Little Waltham)
 9ª divisione aerea (fittizia - Leicester)
 21ª divisione aerea (fittizia - Fulbeck)
 XXXIII Corps (USA, fittizia - Bury St Edmunds)
 11ª divisione di fanteria (fittizia - Bury St Edmonds)
 48ª divisione di fanteria (fittizia - Woodbridge)
 25ª divisione corazzata (fittizia - East Dereham)
XXXVII Corps (fittizia - Chelmsford)
 17ª divisione di fanteria (fittizia - Hatfield & Peverel)
 59ª divisione di fanteria (fittizia - Ipswich)
 Ninth United States Army (divenne "reale" nel 1944, impiegata in combattimento nel settembre 1944)
(Questa non è una lista completa, le formazioni vennero inserite o escluse dal FUSAG periodicamente in base alle necessità operative.)